# Oncothericles griseus
Oncothericles griseus är en insektsart som beskrevs av Marius Descamps 1977. Oncothericles griseus ingår i släktet Oncothericles och familjen Thericleidae. Inga underarter finns listade i Catalogue of Life.